# Badminton-Asienmeisterschaft 1991
Die Badminton-Asienmeisterschaft 1991 fand vom 20. bis zum 24. Februar 1991 im Cheras Indoor Stadium in Kuala Lumpur, Malaysia, statt.

## Medaillengewinner
| Disziplin    | Gold                          | Silber                      | Bronze                        |
| ------------ | ----------------------------- | --------------------------- | ----------------------------- |
| Herreneinzel | Rashid Sidek                  | Foo Kok Keong               | Eddy Kurniawan                |
| Herreneinzel | Rashid Sidek                  | Foo Kok Keong               | Wu Wenkai                     |
| Dameneinzel  | Yuliani Santosa               | Shim Eun-jung               | Lee Heung-soon                |
| Dameneinzel  | Yuliani Santosa               | Shim Eun-jung               | Chen Ying                     |
| Herrendoppel | Kim Moon-soo Park Joo-bong    | Chen Hongyong Chen Kang     | Richard Mainaky Ricky Subagja |
| Herrendoppel | Kim Moon-soo Park Joo-bong    | Chen Hongyong Chen Kang     | Cheah Soon Kit Soo Beng Kiang |
| Damendoppel  | Chung So-young V              | Gil Young-ah Shim Eun-jung  | Liu Yuhong Wu Wenjing         |
| Damendoppel  | Chung So-young V              | Gil Young-ah Shim Eun-jung  | Pan Li Wu Yuhong              |
| Mixed        | Park Joo-bong Chung Myung-hee | Lee Sang-bok Chung So-young | Tan Kim Her Tan Sui Hoon      |
| Mixed        | Park Joo-bong Chung Myung-hee | Lee Sang-bok Chung So-young | Yu Yong Wu Yuhong             |

## Ergebnisse

### Halbfinale
| Disziplin    | Sieger                         | Finalist                      | Ergebnis            |
| ------------ | ------------------------------ | ----------------------------- | ------------------- |
| Herreneinzel | Rashid Sidek                   | Wu Wenkai                     | 4–15, 15–7, 15–9    |
| Herreneinzel | Foo Kok Keong                  | Eddy Kurniawan                | 15–11, 15–13        |
| Dameneinzel  | Shim Eun-jung                  | Lee Heung-soon                | 11–4, 11–12, 11–3   |
| Dameneinzel  | Yuliani Santosa                | Chen Ying                     | 11–6, 10–12, 11–4   |
| Herrendoppel | Kim Moon-soo Park Joo-bong     | Cheah Soon Kit Soo Beng Kiang | 15–7, 15–7          |
| Herrendoppel | Chen Hongyong Chen Kang        | Richard Mainaky Ricky Subagja | 15–11, 12–15, 17–14 |
| Damendoppel  | Chung So-young Hwang Hye-young | Pan Li Wu Yuhong              | 15–10, 15–5         |
| Damendoppel  | Gil Young-ah Shim Eun-jung     | Liu Yuhong Wu Wenjing         | 15–1, 15–2          |
| Mixed        | Park Joo-bong Chung Myung-hee  | Tan Kim Her Tan Sui Hoon      | 15–3, 15–4          |
| Mixed        | Lee Sang-bok Chung So-young    | Yu Yong Wu Yuhong             | 15–4, 18–13         |

### Finale
| Disziplin    | Sieger                         | Finalist                    | Ergebnis          |
| ------------ | ------------------------------ | --------------------------- | ----------------- |
| Herreneinzel | Rashid Sidek                   | Foo Kok Keong               | 4–15, 15–11, 15–2 |
| Dameneinzel  | Yuliani Santosa                | Shim Eun-jung               | 3–11, 11–8, 11–2  |
| Herrendoppel | Kim Moon-soo Park Joo-bong     | Chen Hongyong Chen Kang     | 15–12, 15–10      |
| Damendoppel  | Chung So-young Hwang Hye-young | Gil Young-ah Shim Eun-jung  | 15–2, 13–18, 15–4 |
| Mixed        | Park Joo-bong Chung Myung-hee  | Lee Sang-bok Chung So-young | 15–7, 15–4        |

## Medaillenspiegel
| Rang   | Land                | Gold | Silber | Bronze | Gesamt |
| ------ | ------------------- | ---- | ------ | ------ | ------ |
| 1      | Südkorea            | 3    | 3      | 1      | 7      |
| 2      | Malaysia            | 1    | 1      | 2      | 2      |
| 3      | Indonesien          | 1    | 0      | 2      | 3      |
| 4      | Volksrepublik China | 0    | 1      | 5      | 6      |
| Gesamt | Gesamt              | 5    | 5      | 10     | 20     |